# Tacca Musique
 (mars 2022).
Si vous disposez d'ouvrages ou d'articles de référence ou si vous connaissez des sites web de qualité traitant du thème abordé ici, merci de compléter l'article en donnant les références utiles à sa vérifiabilité et en les liant à la section « Notes et références ».
Pour les articles homonymes, voir Tacca (homonymie).
Tacca Musique est entreprise culturelle montréalaise qui comprend une maison d’éditions (Éditions Tacca), une maison de disques (Tacca Musique) ainsi qu’une boutique en ligne (BoutiqueTacca.com). Son siège social est situé sur le boulevard Saint-Laurent à Montréal.
Fondée en 1991 par Donald Tarlton et Nick Carbone, Tacca Musique compte à son catalogue France D'Amour, Kevin Parent, Jorane, Dumas, Antoine Gratton et Charles Dubé, Anik Jean, Polémil Bazar, Steve Marin, Fredric Gary Comeau et le duo Alfa Rococo.